# کرستووزدویژنکا
کرستووزدویژنکا (به لاتین: Krestovozdvizhenka) یک منطقهٔ مسکونی در روسیه است که در استان آمور واقع شده‌است.